# Kabupaten Pringsewu
Kabupaten Pringsewu (engelska: Pringsewu Regency) är ett kabupaten i Indonesien.   Det ligger i provinsen Lampung, i den västra delen av landet, 230 km väster om huvudstaden Jakarta. Antalet invånare är 377 813.